# Atoini
Atoini est un village du Cameroun situé dans l'arrondissement (commune) de Fundong, le département du Boyo et la Région du Nord-Ouest.

## Population
Lors du recensement national de 2005, Atoini comptait 1 095 habitants.
Une étude locale de 2012 évalue la population d'Atoini à 3 000 personnes.

## Environnement et économie
Atoini se trouve dans une zone de savane où l'on cultive notamment des arbres fruitiers. Une pépinière y a été aménagée en 2004.